# Jean-Hugues Ratenon
« Ratenon » redirige ici.
Jean-Hugues Ratenon, né le 25 juin 1967 à Saint-Benoît (La Réunion), est un homme politique français.
Militant associatif depuis les années 1990 à La Réunion, il préside et intègre plusieurs associations de défense des pauvres et des chômeurs et se présente à plusieurs élections locales ou nationales. Il est élu conseiller municipal de Bras-Panon en 2008 puis réélu en 2014 et en 2020. En 2017, il est élu député sous l'étiquette du parti qu'il a co-créé, Rézistan's Égalité 974, et siège au sein du groupe La France insoumise à l'Assemblée nationale. Il est réélu en 2022 et 2024.

## Biographie

### Situation personnelle
Jean-Hugues Ratenon naît le 25 juin 1967 à Saint-Benoît, dans une fratrie de quatre garçons et trois filles. Sa mère est femme au foyer et son père est un militant communiste exerçant la profession de coupeur de canne. Sa grand-mère est une engagée venue de l'île Rodrigues (Maurice) pour remplacer les esclaves dans les champs de canne à sucre après l'abolition de l'esclavage, morte apatride sans reconnaissance de la France durant les années 2010, à l'âge de 107 ans.

### Militant contre la pauvreté
Jean-Hugues Ratenon perçoit le revenu minimum d'insertion (RMI) puis le revenu de solidarité active (RSA). Détenteur d'un baccalauréat en électrotechnique qu'il a obtenu à l'école d'électricité du Port, il part, après son service militaire, travailler en France métropolitaine dans le domaine du froid et de la climatisation pendant deux ans puis retourne dans sa région de naissance en 1992. Il y exerce l'activité de bazardier puis de poissonnier, tout en pêchant puis vendant des bichiques occasionnellement. Il rencontre sa future femme avec qui il aura plusieurs enfants, une Cilaosienne, aux alentours de 1995, date à laquelle il commence ses activités associatives. Un « cercle de réflexions citoyennes », selon ses dires rapportés par Jean Marc Techer en 2003 dans le Journal de l'île de La Réunion, est créé avec plusieurs de ses amis chômeurs, prédécesseur de l'association Mouvement des chômeurs panonnais (MCP), elle crée le 15 avril 1998 et renommée six ans plus tard en Agir pou nout tout, dont Jean-Hugues Ratenon devient le président, fonction qu'il occupe jusqu'en décembre 2009.
Pendant l'élection présidentielle française de 2002, Jean-Hugues Ratenon interpelle les seize candidats à la présidence de la République sur le sujet du chômage à La Réunion en leur envoyant à chacun un courrier. Il réitère avec le nouveau gouvernement puis avec les députés de son département. Après avoir débattu avec la ministre de l'Outre-mer Brigitte Girardin en 2002 sur le sujet des emplois-jeunes de La Réunion, il rencontre le Premier ministre Jean-Pierre Raffarin lors d'une visite le 21 février 2003 sur l'île. Dans une discussion entamée devant la presse, Jean-Hugues Ratenon lui explique son ressenti sur la politique gouvernementale, qu'il juge « antisociale ». Cette intervention le fait connaître au grand public.
Il est à l'origine de plusieurs associations et mouvements de défense des chômeurs ou contre la pauvreté, qui lui ont permis une certaine reconnaissance et une popularité à La Réunion, dont chronologiquement le MCP en 1998, le Collectif emploi en danger (CED) en 2003, le Collectif contre la vie chère en 2009 puis l'Alliance des Réunionnais contre la pauvreté (ARCP) en 2010,,, dont il est le président. Il est également membre de la Fédération réunionnaise association éducation populaire et, en avril 2000, élu président de la Fédération panonnaise de promotion associative. Après avoir été présent sur la liste du Parti communiste réunionnais (PCR) aux élections municipales de 1995 à Bras-Panon, aux élections régionales de 1998 avec Lutte ouvrière, et avoir soutenu le député communiste Claude Hoarau à sa réélection en 1997, il se porte candidat aux élections cantonales de 2001 dans le canton de Bras-Panon, et obtient 419 voix pour 10,07 % des votants. Il connaît une nouvelle défaite aux élections municipales de la même année sur une nouvelle liste communiste. Jean-Hugues Ratenon est en 2003 permanent du MCP, rémunéré en dessous du salaire minimum interprofessionnel de croissance (SMIC).

### Conseiller municipal de Bras-Panon
Jean-Hugues Ratenon est élu conseiller municipal à Bras-Panon aux élections municipales de 2008, avec quatre autres militants (Marie Guilène Nardy, Benoît Rieul Valery, Marie-Ginette Sinapin et Vincent Miranville) de la liste divers gauche dans laquelle il est placé en tête. Avec des candidats venant du Parti socialiste, du Parti communiste réunionnais (PCR) ou de la société civile, elle recueille 1 511 votes au premier tour (26,52 %) et 1 794 au second (29,45 %), et se place dans l'opposition au maire de droite Daniel Gonthier. Face à celui-ci, il perd les élections cantonales de 2008 dans le canton de Bras-Panon. Jean-Hugues Ratenon intègre le PCR en 2010, car selon lui « la situation sociale de La Réunion en 2010 nécessite une nouvelle politique publique qui doit impérativement rompre avec le modèle actuel ».
Contre la montée des prix du carburant et du gaz, il organise avec l'ARCP une action coup de poing le 12 octobre 2011 en bloquant durant une heure trois quarts les pompes de la station-service Total de Sainte-Marie. Il fait suite à un appel au boycott des stations de la compagnie pétrolière lancé le premier du mois, action qu'il avait déjà menée en avril lors d'une première hausse du prix du carburant. À Témoignages, il explique que cette dernière « est la compagnie qui rackette le plus ». « Nous sommes là pour informer les gens sur la différence entre le prix d'arrivée et le prix qu'on paye, que ce soit sur les carburants ou sur le gaz. » Le mouvement reçoit le soutien de Marie-Martine Grosset, présidente de l'Association des forains de La Réunion. En réponse à cette action et à celles qui ont suivi, l'enseigne décide de porter plainte contre Jean-Hugues Ratenon, président de l'Alliance des Réunionnais contre la pauvreté. Selon lui, il s'agirait d'une « opération d'intimidation ». Il ajoute ne pas savoir « exactement ce que l'on [lui] reproche » et appelle à « amplifier le boycott contre les stations Total à La Réunion ».
Ce n'est pas la première fois qu'il s'oppose à la montée du prix des carburants : en février 2011, à la suite d'une nouvelle hausse qu'il dit « injustifiée », il demande audience au préfet de La Réunion, Michel Lalande, après une réunion avec l'Observatoire des prix et des revenus, de la répression des fraudes et de la concurrence,. En avril, à la suite d'une décision de la région de mettre en place des subventions pour les routiers professionnels, il demande une « baisse du prix pour tous ». Il appelle les syndicats au boycott du vote, condamnant La Réunion de « détourn[er] l'argent des contribuables », alors que de nouvelles hausses sont prévues. Jean-Hugues Ratenon réitère ses demandes à la préfecture, après une nouvelle hausse en octobre 2011, arrivée à la suite d'une faible baisse des prix le mois précédent. L'année suivante, avec le soutien de l'Alliance réunionnaise contre la pauvreté, il appelle les élus siégeant à l'Observatoire de « prendre leur responsabilité », les accusant de ne pas faire « leur boulot et [de laisser] le champ libre au préfet de La Réunion qui protège les compagnies pétrolières ».
Pour l'élection présidentielle de 2012, Jean-Hugues Ratenon apporte son soutien à Jean-Luc Mélenchon, candidat du Parti de gauche et du Front de gauche. Même s'il est membre du Parti communiste réunionnais, qui investit le maire de Saint-André Éric Fruteau comme candidat dans la cinquième circonscription de l'île aux élections législatives de la même année, Jean-Hugues Ratenon est soutenu dans une candidature dissidente dans la même circonscription par l'ARCP, qui dit avoir recueilli plus de 850 parrainages, mais aussi par plusieurs sections du parti. Dans un communiqué de presse publié le 16 mars 2012, il explique : « Pour la cinquième circonscription, la plupart des sections PCR de l'Est (Bras-Panon, Saint-Benoît, La Plaine-des-Palmistes, Salazie) ont proposé ma candidature. Seule une section, à savoir Saint-André, s'est prononcée sur la candidature d'Éric Fruteau ». Alors qu'il y était en premier temps opposé, il officialise cette candidature le 20 avril, se déclarant sans étiquette et « candidat du peuple ». Il annonce le même jour qu'il compte envoyer une lettre au secrétaire général du Parti communiste réunionnais, Élie Hoarau, pour qu'il soit destitué de toutes ses fonctions qu'il occupe à l'intérieur de celui-ci et renvoie sa carte de membre par la même occasion,. Il est finalement éliminé dès le premier tour, et finit quatrième, derrière Éric Fruteau, recueillant 3 775 voix, soit 12,54 % des exprimés.
À l'occasion de la Conférence économique et sociale organisée par l'État le 14 novembre 2012 dans le département d'outre-mer, il réitère un appel au boycott, cette fois-ci contre la grande distribution, pour se révolter contre la montée des prix,, la montée de celui du gaz et contre la suppression du revenu supplémentaire temporaire d'activité (RSTA). Le 19 novembre de la même année, Jean-Hugues Ratenon commence une grève de la faim au Conseil général dans le but de récolter de l'argent pour qu'une famille réunionnaise avec quatre enfants installée en Île-de-France puisse revenir s'installer sur l'île, après avoir échoué à trouver du travail et un loyer salubre en France métropolitaine. Il la stoppe seulement quelques heures après, bénéficiant d'un don de 2 300 euros ainsi que d'une promesse de 1 070 euros venant d'un unique particulier, le premier don remboursant entièrement les six billets d'avion,,.
En décembre de l'année suivante, il œuvre pour un nouveau boycott de la grande distribution, et réclame une augmentation du SMIC à La Réunion correspondant au marché local, après celle du prix du chariot-type de 29,21 %. Il prône également « la priorité aux produits locaux » et la « prise en compte du prix du gaz et des carburant dans le calcul du chariot-type » et appelle les Réunionnais à la manifestation, et à ce que les syndicats se joignent à l'ARCP. Il réitère son appel une quinzaine de jours après, une augmentation brutale du prix du gaz de 11,8 % ayant été mise en place, annonçant également que les marges sur le carburant sont bien trop hautes,. À l'approche de Noël, il continue son appel au boycott des enseignes les plus chères, mais aussi à acheter moins de produits festifs, et de façon plus locale, un appel qu'il avait déjà lancé deux ans plus tôt.
Comme annoncé deux ans auparavant après son échec aux élections législatives, puis le 8 juin 2013 sur sa page Facebook, Jean-Hugues Ratenon officialise sa candidature aux élections municipales de 2014 le 15 du même mois. Il se représente à Bras-Panon, et est soutenu par le PCR. Il déclare vouloir une « liste libre », composée de militants de gauche comme de droite, centristes ou apolitiques. Cette dernière, nommée « C'est le moment », est placée deuxième à l'élection et recueille finalement 1 288 votes, soit 20,18 % des votes exprimés. Trois personnes sont donc élues, Jean-Hugues Ratenon, Marie-Alice Rouget épouse Moindjie et Mario Johan Edmond. Ce petit groupe choisit de s'abstenir durant le premier conseil post-élection chargé d'élire le maire de la commune — Daniel Gonthier est réélu — et se place dans l'opposition, avec le groupe Mouvement démocrate.
En 2015, il se porte candidat aux élections départementales dans le canton de Saint-André-3, en binôme avec Laurence Bénard, et une nouvelle fois face à Daniel Gonthier. Il échoue avec 3 422 voix (37,82 %) contre 5 625 (62,18 %). Il poursuit avec les élections régionales de la même année sous l'étiquette ARCP et avec notamment le soutien du Front de gauche réunionnais de la Confédération générale du travail réunionnaise, ainsi que de Steeve Israël Bègue, ancien candidat du Front national aux élections départementales dans le canton du Tampon-2. Ce dernier est d'ailleurs présent à la vingt-cinquième place sur la liste menée par Jean-Hugues Ratenon, nommée « Voter, se révolter, pour avancer »,.
Jean-Hugues Ratenon démissionne de son mandat de conseiller municipal début décembre 2018, dans le contexte du mouvement des Gilets jaunes, affirmant prôner le principe « un homme, un mandat, une fonction »,.

### Député de La Réunion

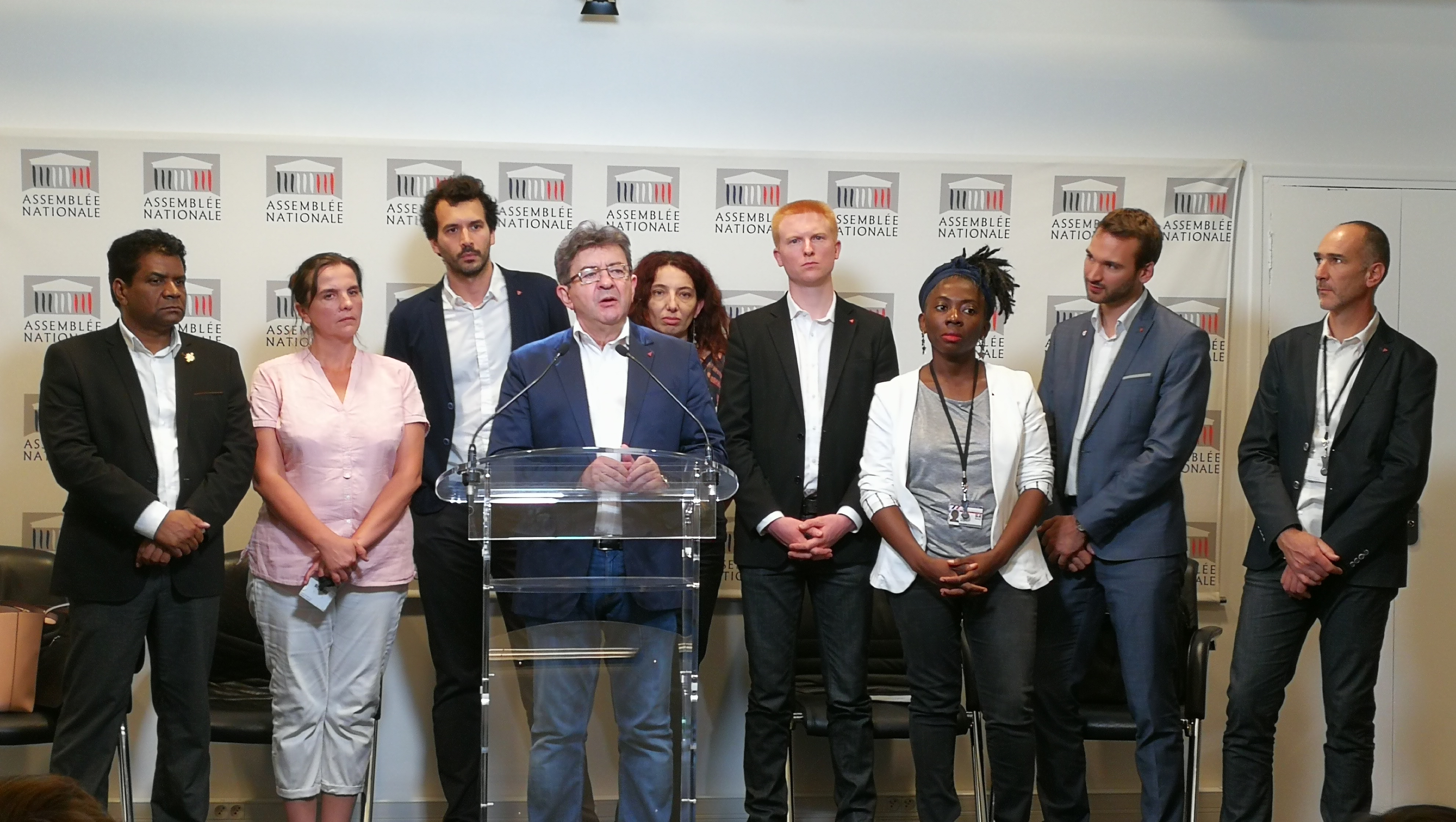
Jean-Hugues Ratenon avec huit autres membres du groupe La France insoumise, lors d'une conférence de presse à l'Assemblée nationale début août 2017.

L'Alliance des Réunionnais contre la pauvreté fusionne avec le Front de gauche réunionnais le 18 juin 2016 pour fonder un nouveau parti, Rézistan's Égalité 974 (RÉ974). Jean-Hugues Ratenon est élu président. RÉ974 présente deux candidats aux élections législatives de l'année suivante, Jean-Hugues Ratenon et Jean-Paul Panechou.
Jean-Hugues Ratenon est élu député dans la 5e circonscription de La Réunion le 18 juin 2017 sous la bannière politique divers gauche avec 52,88 % des bulletins (14 056 voix) au second tour face à Daniel Gonthier (Les Républicains),, gagnant dix-mille votants sur le résultat du premier tour, où il était arrivé en deuxième position. Il est alors soutenu par La France insoumise (qu'il intègre par la suite), Pour La Réunion, le Parti communiste réunionnais, ainsi que, pour le second tour, par le Parti socialiste. Il bénéficie également du soutien de Pierre Vergès, fils de Paul Vergès, grande figure communiste de La Réunion.
À l'Assemblée nationale, il rejoint le groupe parlementaire de La France insoumise (LFI), présidé par Jean-Luc Mélenchon, qu'il avait de nouveau soutenu lors de l'élection présidentielle de la même année. Il intègre la commission des Affaires sociales, souhait qu'il avait annoncé peu après son élection.
Selon un classement du magazine Capital, Jean-Hugues Ratenon est, après six mois d'activité parlementaire, le trente-cinquième député le plus actif de la législature 2017-2022. Il est également le premier député hors-Hexagone du classement,. En avril 2018, sur 400 scrutins publics qui se sont déroulés à l'Assemblée, il est le député du groupe LFI qui a le plus souvent voté en accord avec le groupe majoritaire La République en marche (23 %).
Jean-Hugues Ratenon soutient le mouvement des Gilets jaunes dès les premières actions en novembre 2018. Il est à l'origine d'une suspension de séance à l'Assemblée nationale à la fin du mois, après avoir brandi un gilet jaune à la tribune, et participe aux manifestations réunionnaises. Il s'oppose au grand débat national lancé par le président Emmanuel Macron pour mettre un terme au mouvement, une opération qu'il qualifie de « mascarade ».
Jean-Hugues Ratenon est destinataire, début avril 2019 à l’Assemblée nationale, d’une lettre anonyme à caractère raciste, dans laquelle l’auteur qualifie notamment les Réunionnais de « vermine de négros » et de « sous-race ». Il cite également Brigitte Bardot qui, dans une lettre adressée au préfet de La Réunion le mois précédent, dénonçait l’abandon des animaux dans l’île et tenait des propos injurieux à l’égard des Réunionnais — qualifiés de « barbares » par l’actrice —, pour lesquels Jean-Hugues Ratenon avait porté plainte. L’auteur appelle enfin à « décrasser » l’île de La Réunion. Cette lettre, partagée sur Facebook par Jean-Hugues Ratenon, est condamnée par Annick Girardin, ministre des Outre-mer,. Jean-Hugues Ratenon annonce son intention de déposer une plainte contre X. En janvier 2019, plusieurs députés de La République en marche avaient reçu des courriers racistes, accompagnés de menaces de mort.
En avril 2019, il annonce sa candidature aux élections municipales de 2020 à Bras-Panon. Sa liste « Les Panonais rassemblés » arrive en troisième position au premier tour avec 27,45 % des suffrages exprimés. Dans la foulée, il annonce envisager le dépôt d’une plainte pour soupçons de fraude dans l’organisation du scrutin. À l'issue du second tour, le 28 juin 2020, il obtient 22,96 % des voix face au maire sortant Daniel Gonthier et à Jeannick Atchapa. Il retrouve ainsi son siège au conseil municipal de Bras-Panon. En 2021, il est élu aux élections régionales sur la liste Pour La Réunion-La France insoumise conduite par Huguette Bello.
Il est réélu député lors des élections législatives de 2022 à La Réunion, puis lors des élections législatives de 2024.
Il devient membre de la commission des Affaires culturelles le 19 octobre 2024.
En janvier 2025, il fait partie, avec René Pilato des deux députés à s'opposer au projet de loi d'urgence pour la reconstruction de Mayotte,.

## Affaires judiciaires

### Diffamation et injures (2010)
Début 2010, après un tract distribué à 69 familles le 11 décembre 2009, où l'association Agir pou nout tout réclame l'ouverture d'un local communal qui lui était prêté mais dont les clefs ont été changées sans l'avertir, Jean-Hugues Ratenon reçoit une plainte de Daniel Gonthier pour « diffamation et injures envers un citoyen chargé d'un mandat public ». L'affichette dénonce, concernant le maire, « un comportement d’une bassesse incroyable de la part d’un élu de la République. Il fait sa loi, il se comporte en gros blanc comme à l’époque coloniale. C’est de la dictature, de l’abus de pouvoir pour écraser les plus pauvres. C’est une attitude de voyou répressive par la loi ». Agir pou nout tout se défend en expliquant que seul le comportement du politique est qualifié de « voyou », et non la personne, et que l'expression « gros blanc » est « couramment utilisée dans le langage créole pour parler d'une catégorie riche et favorisée de la population »,,. La prescription est jugée, en décembre 2010, irrecevable par le tribunal, en partie parce que le dépôt de consignation n'a pas été effectué à temps. Ce jugement est confirmé en avril 2011.

### «Refus de se soumettre à des analyses» et «conduite en état d’ivresse»  (2024)
Dans la nuit du samedi 24 au dimanche 25 août 2024, il fait un malaise au volant de sa voiture et refuse de faire des tests d'alcoolémie en invoquant son immunité parlementaire. Son permis de conduire fait alors l’objet d’une décision administrative suspendant sa validité pour une durée de 9 mois. Il est convoqué devant le tribunal correctionnel en janvier 2025 pour refus de se soumettre à des analyses et « conduite en état d’ivresse manifeste »,.
Le 13 février 2025, il est condamné à 6 mois de prison avec sursis, 9 mois de suspension de permis et 2 300 € d'amende pour « conduite en état d'ivresse », « défaut de maîtrise de son véhicule » et « refus de se soumettre aux vérifications de la consommation d’alcool et de stupéfiants ».

## Détail des mandats et fonctions

### Mandats électifs
- Député, élu dans la cinquième circonscription de La Réunion (depuis le 21 juin 2017).
- Conseiller municipal de Bras-Panon (du 16 mars 2008 au 3 décembre 2018 et depuis le 28 juin 2020).
- Conseiller régional de La Réunion (depuis le 2 juillet 2021).

### Fonctions politiques
- Président de Rézistan's Égalité 974 (depuis le 18 juin 2016).
- Président de l’Alliance des Réunionnais contre la pauvreté (du 16 janvier 2010 au 18 juin 2016).

### Responsabilités associatives
- Président du Collectif des organisations syndicales et politiques de La Réunion (du 10 février 2009 au 5 mars 2010[9],[116]).
- Président du Collectif emploi en danger (du 15 juillet au 21 octobre 2003[117]).
- Président de la Fédération panonnaise de promotion associative (à partir du 28 avril 2000).
- Président de l'association Mouvement des chômeurs panonnais puis Agir pou nout tout (du 15 avril 1998 au 23 décembre 2009).

## Résultats électoraux

### Élections législatives
| Année | Parti | Parti | Circonscription  | %        | %       | Issue |
| Année | Parti | Parti | Circonscription  | 1er tour | 2d tour | Issue |
| ----- | ----- | ----- | ---------------- | -------- | ------- | ----- |
| 2012  |       | DVG   | 5e de La Réunion | 12,54    |         | Battu |
| 2017  | 17,38 | DVG   | 5e de La Réunion | 52,88    | Élu     |       |
| 2022  | 36,38 | DVG   | 5e de La Réunion | 62,81    | Élu     |       |
| 2024  | 33,18 | DVG   | 5e de La Réunion | 53,75    | Élu     |       |

### Élections régionales
Les résultats ci-dessous concernent uniquement les élections où il est tête de liste.
| Année | Parti | Parti | Région     | %        | Sièges obtenus |
| Année | Parti | Parti | Région     | 1er tour | Sièges obtenus |
| ----- | ----- | ----- | ---------- | -------- | -------------- |
| 2015  |       | DVG   | La Réunion | 1,69     | 0 / 45         |

### Élections cantonales et départementales
| Année | Parti | Parti | Canton                  | %        | %       | Issue |
| Année | Parti | Parti | Canton                  | 1er tour | 2d tour | Issue |
| ----- | ----- | ----- | ----------------------- | -------- | ------- | ----- |
| 2001  |       | PCR   | Canton de Bras-Panon    | 10,07    |         | Battu |
| 2008  |       | DVG   | Canton de Bras-Panon    | 26,52    | 38,45   | Battu |
| 2015  |       | DVG   | Canton de Saint-André-3 | 36,56    | 37,82   | Battu |

### Élections municipales
Les résultats ci-dessous concernent uniquement les élections où il est tête de liste.
| Année | Parti | Parti | Commune    | %        | %       | Sièges obtenus |
| Année | Parti | Parti | Commune    | 1er tour | 2d tour | Sièges obtenus |
| ----- | ----- | ----- | ---------- | -------- | ------- | -------------- |
| 2008  |       | DVG   | Bras-Panon | 26,52    | 29,45   | 5 / 33         |
| 2014  |       | UG    | Bras-Panon | 20,18    |         | 3 / 33         |
| 2020  |       | LFI   | Bras-Panon | 27,45    | 22,96   | 4 / 33         |